# Ancyronyx lianlabangorum
Ancyronyx lianlabangorum — вид жуків родини Elmidae. Описаний у 2020 році.

## Етимологія
Вид названо на честь малайського лісівника Девіда Ліана Лабанга та його сина Девіда Ліана Лабанга-молодшого, у будинку яких жили автори таксона під час своїх експедицій. Ліан Лабанг — пенсіонер, колишній працівник лісового департаменту Саравака, який сприяв пізнанню та збереженню природи Саравака. Автори таксона вшанували його на знак вдячності за численні історії «про місцевість, природу, культуру, а також за нескінченний репертуар жартів».

## Поширення
Ендемік малайського штату Саравак на півночі Калімантану. Виявлений у кількох повільних річках, притоках річки Па Калапанг поблизу селища Рамуду Гулу у нагір'ї Келабіт.

## Опис
Тіло яйцеподібне, 2,5-3 мм завдовжки, 1,3-1,4 мм завдовжки. Голова чорно-жовта. Передньоспинка жовта. Надкрила чорно-жовті з помірно переважаючим чорним. Стегно жовте навколо середини, без темної плями.